# Sông Orange
Sông Orange (tiếng Anh: Orange River, tiếng Afrikaans/tiếng Hà Lan: Oranjerivier), hay còn gọi là sông Gariep, sông Groote hay sông Senqu là sông dài nhất tại Nam Phi. Sông khởi nguồn từ dãy núi Drakensberg ở Lesotho, chảy về phía tây qua Nam Phi rồi đổ ra Đại Tây Dương. Sông tạo thành một đoạn biên giới giữa Nam Phi với Namibia và giữa Nam Phi với Lesotho, cũng như ranh giới giữa một số tỉnh tại Nam Phi. Mặc dù sông Orange không chảy qua một thành phố lớn nào song nó đóng một vai trò quan trọng trong nền kinh tế Nam Phi vì đây là nguồn cung cấp nước cho việc tưới tiêu, cũng như thủy điện. Sông được Robert Jacob Gordon đặt tên theo hoàng tộc Hà Lan.

## Dòng chảy
Orange khởi nguồn từ dãy núi Drakensberg dọc theo biên giới giữa Nam Phi và Lesotho, cách khoảng 193 km (120 mi) về phía tây của Ấn Độ Dương và có cao độ trên 3.000 m. Tại Lesotho, sông được gọi là Senqu và có một đoạn sông bị đóng băng trong mùa đông do có độ cao lớn. Với tổng chiều dài là 2.300 km (1.400 mi), sông Orange là con sông dài nhất Nam Phi.
Sông Orange sau đó chảy theo hướng tây qua Nam Phi, tạo thành đường ranh giới tây-nam của tỉnh Free State. Tại đoạn này, trên dòng chảy của sông có đập Gariep (lớn nhất đất nước), và sau đó là đập Vanderkloof. Từ biên giới Lesotho đến bên dưới đập Vanderkloof, lòng sông nằm dưới vách sâu. Xa hơn về hạ lưu, đất đai bằng phẳng hơn, và người ta dùng nhiều nước sông cho nông nghiệp.
Ở điểm cực tây của tỉnh Free State, tây nam của Kimberley, Orange nhận được nước từ chi lưu chính của nó là sông Vaal, bản thân sông Vaal cũng tạo thành phần lớn đường ranh giới phía bắc của tỉnh. Từ đây, sông Orange tiếp tục chảy về phía tây qua các vùng đất hoang dã khô cằn ở miền nam hoang mạc Kalahari và Namaqualand tại tỉnh Bắc Cape rồi đến Namibia tại 20° kinh Đông. Từ đó, sông chảy theo hướng tây trong 550 km, tạo thành biên giới giữa tỉnh Bắc Cape của Nam Phi và vùng Karas của Namibia. Sông chảy qua thị trấn Vioolsdrif, cửa khẩu chính giữa Nam Phi và Namibia.
Trong 800 km (500 mi) cuối, sông Orange được tiếp nước từ nhiều dòng chảy và có một số suối cạn hướng đến sông. Tại đoạn này, sa mạc Namib kết thúc ở bờ phía bắc của sông, và trong điều kiện bình thường thì lượng nước từ các sông nhánh đổ vào là không đáng kể. Tại đây, lòng sông lại một lẫn nữa nằm dưới vực sâu. Thác Một trăm hay thác Augrabies nằm trên đoạn này của sông Orange, tại đây dòng sông hạ độ cao 122 m (400 ft) chỉ trong 26 km (16 mi).

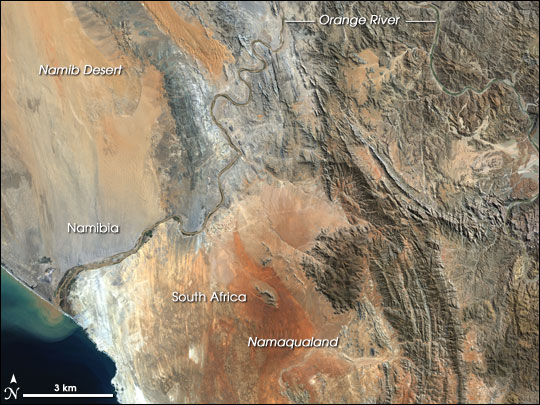
Hình ảnh vệ tinh về khu vực có khoảng 100 km cuối của sông Orange.

Sông Orange đổ vào Đại Tây Dương tại vịnh Alexander, nằm cách đều giữa Cape Town và Walvis Bay. Khoảng 33 km (21 mi) từ cửa sông, sông Orange bị cản trở bởi các ghềnh và bãi cát và thường không thể thông hành trên một đoạn dài.

### Các chi lưu của sông Orange
Các chi lưu tại Lesotho: Koakoatsi, Tlhanyaku, Moremoholo, Mokhotlon, Sehonghong, Khubelu, Makhoaba, Bobatsi, Mphelebeko, Semena, Nashai, Litsoeyse, Matebeng, Liboleng, Tsoelike, Linakeng, Qabane, Kolo-La-Tsoene, Senqunyane, Qhoali, Meletsunyane, Qhuasing, Outing, Sebapala, Thaling, Masitise và Tele (sông biên giới giữa Nam Phi và Lesotho.
Các chi lưu tại Nam Phi: Makhaleng (biên giới phía tây của Lesotho), Kromspruit, Bamboesspruit, Gryskopspruit, Winnaarspruit, Knoffelspruit, Wilgespruit, Nuwejaarspruit, Kraai River, Melkspruit, Sanddrifspruit, Stormbergspruit, Moddelbulspruit, Palmietspruit, Caledon River, Oudagspruit, Broekspruit, Bossiespruit, Brakspruit, Suurbergspruit, Donkerpoortspruit, Oorlogspoort, Rietkuilspruit, Vanderwaltsfonteinspruit, Otterspoortspruit, Paaiskloofspruit, Seekoei River, Kattegatspruit, Knapsak, Hondeblaf River, Berg River, Lemoenspruit, Vaal, Withoekskloof, Lanyonspruit, Diep, Brak, Karabeeloop, Prieska, Rooiloop, Kat, Marydale, Soutloop, Elmboog, Eselfontein, Matjies, Donkerhoekspruit, Helbrandkloofspruit, Hartbeer, Slang, Brabees, Molopo, Bul, Kourop, Bak, Kraalputs de Loop, Narrie se Loop, Samoep, Kaboep, Mik, Hartbees, Brak, Matjies, Groen, Kahams
Các chi lưu tại Namibia: Kleinap, Ham, Udabis, Velloor, Sambok, Eendoorn, Girtus, Hom, Davignab, Haib, Sambok, Gamkap.

### Lưu lượng và lượng mưa

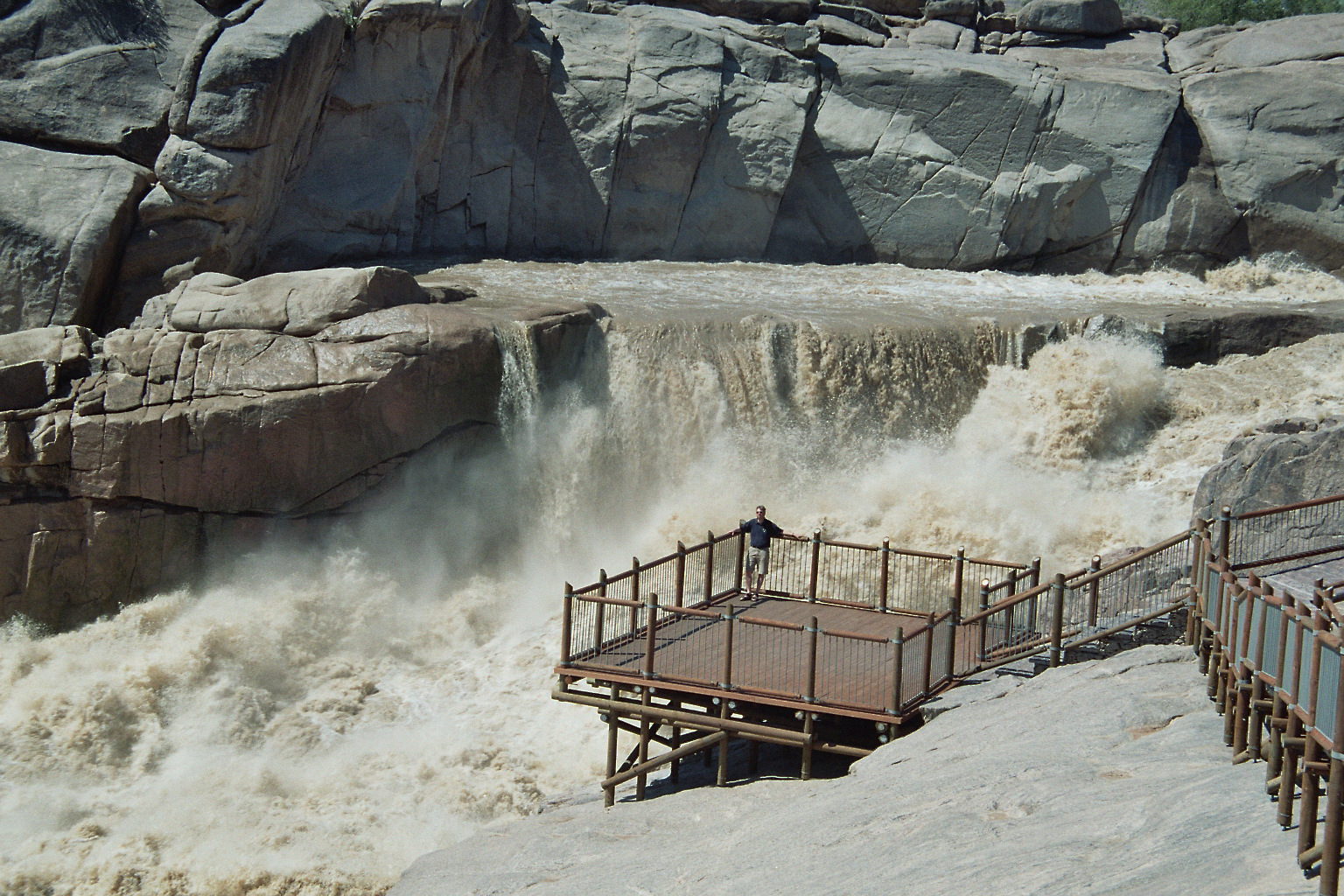
Thác Augrabies.

Trong những tháng mùa thu khô hạn, lưu lượng nước sông giám đáng kể. Ở đầu nguồn, lượng mưa của khu vực sông Orange là xấp xỉ 2.000 mm mỗi năm song về phía tây thì lượng mưa lại giảm; tại cửa sông Orange, lượng mưa chỉ là 50 mm mỗi năm. Ngoài ra, sự bốc hơi của nước sông có xu hướng tăng lên về phía tây. Tuy nhiên, vào mùa hè ẩm ướt, sông Orange trở thành một dòng nước chảy xiết và có màu nâu. Lượng trầm tích lớn là một mối đe dọa lâu dài đối với các công trình kỹ thuật trên sông.
Tổng diện tích lưu vực sông Orange (bao gồm cả Vaal) là 973.000 km², tức tương đương với 77% diện tích đất liền của Nam Phi (1.268.5358 km²). Tuy nhiên, xấp xỉ 366.000 km² (38%) diện tích lưu vực sông Orange nằm tại Lesotho, Botswana và Namibia.